# Batalha de Alvalade

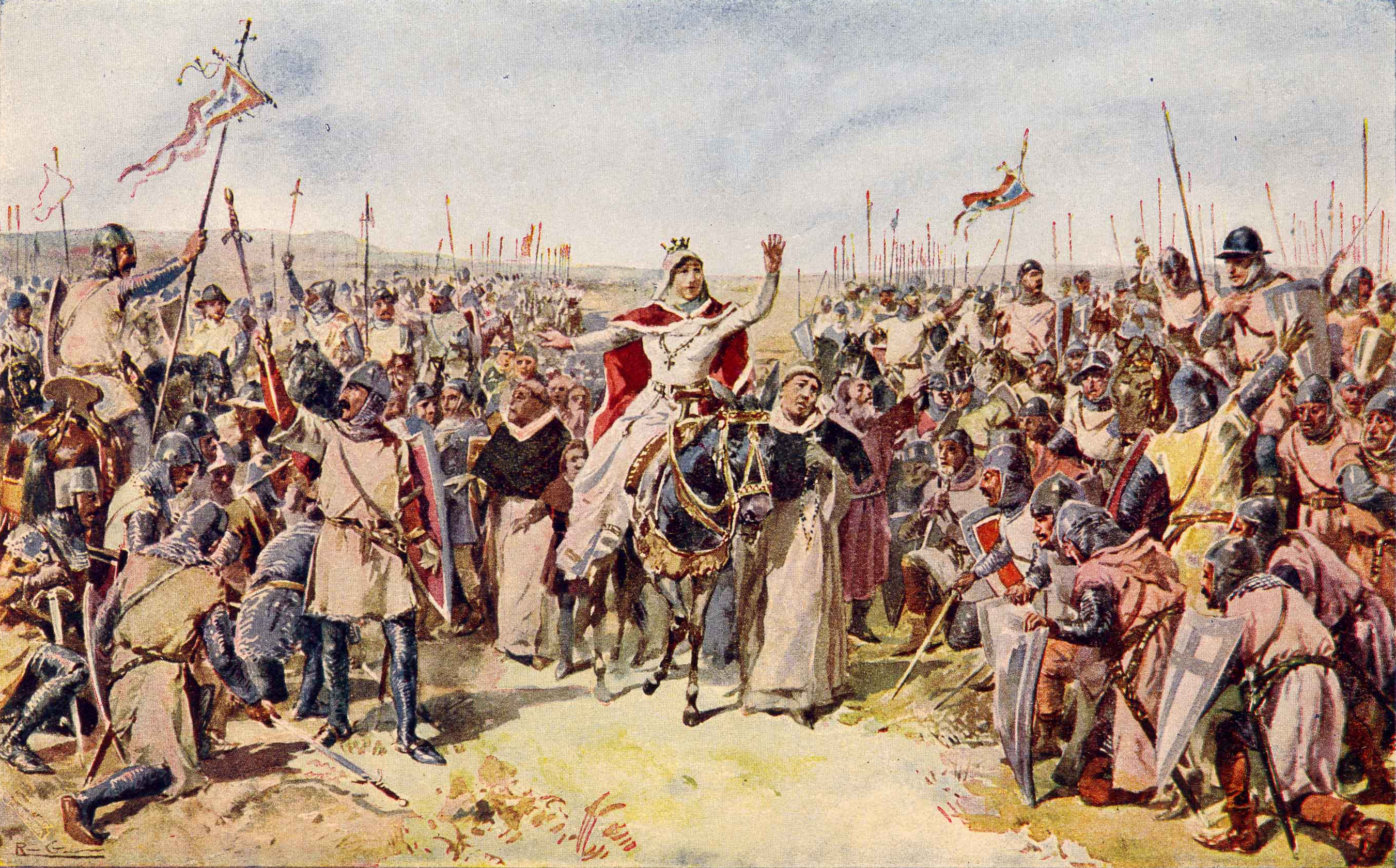
A Rainha Santa Isabel impede a Batalha de Alvalade, em desenho de Alfredo Roque Gameiro

A Batalha de Alvalade esteve prestes a travar-se entre as tropas de D. Dinis e as de D. Afonso IV, em 1323, mas a luta entre pai e filho foi impedida pela intervenção da Rainha Santa Isabel. 

## Precedentes
O rei de Portugal contava mais de sessenta anos e os cuidados do governo, a par dos desgostos causados pelo seu herdeiro, tinham-lhe abalado profundamente a saúde. Muito doente em Leiria, D. Dinis recebeu aí a visita de dois dos seus filhos, o príncipe herdeiro D. Afonso e D. Afonso Sanches, o único bastardo (legitimado) do rei que até então fizera causa comum com D. Afonso.
Pouco tempo depois dessa visita, sentindo-se pior, D. Dinis regressou a Lisboa, recolhendo-se ao leito. O seu estado aparentava tal gravidade que a rainha, companheira de todos os instantes da sua doença, receou o pior. O próprio doente julgou chegados ao termo os seus trabalhos, pelo que, em Junho de 1322, quis fazer novo testamento, instituindo como principais testamenteiros, em primeiro lugar, a rainha D. Isabel e, em segundo lugar, o bastardo D. Afonso Sanches; mas a morte ainda dessa vez o poupou.
Nos princípios de 1323, as melhoras do seu estado acentuaram-se, o que lhe permitiu providenciar para que fossem presos e submetidos a julgamento todos os autores de roubos, crimes de estupro e assassínios praticados durante as guerras civis. Era a ralé indigna que D. Afonso trouxera ao seu serviço e que a justiça real varria definitivamente do reino.

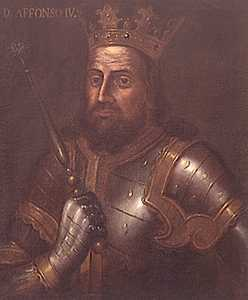
D. Afonso IV, 7º rei de Portugal

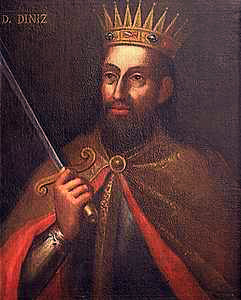
D. Dinis, 6º rei de Portugal

Nesse mesmo ano chegou de Castela um pedido de auxílio a favor de Afonso XI de Castela, neto da hábil regente D. Maria de Molina, viúva de Sancho IV de Castela, morta em Junho de 1322. D. Filipe, filho da mesma rainha, recorrera às armas, ameaçando Badajoz.
D. Dinis deu satisfação ao pedido, entregando o comando da expedição ao príncipe herdeiro e enviando-lhe de Lisboa importantes forças. D. Afonso, que se encontrava em Viseu, reforçou a hoste real com todos os combatentes que pôde recrutar nos seus domínios e mandou convite a D. Filipe para que levantasse o cerco de Badajoz, ao que o infante castelhano não acedeu. Então, sem mais perdas de tempo, o orgulhoso e impetuoso D. Afonso marchou para a fronteira, e D. Filipe, a fim de evitar o combate, abandonou Badajoz e retirou-se para Sevilha.
O temor demonstrado por D. Filipe em confrontar as hostes de D. Afonso reacendeu no príncipe português as ambições mal extintas. E como os seus partidários, sedentos de guerra e de rapinas, não deixavam de o excitar, pôs-se a caminho de Santarém, onde então se encontrava D. Dinis, disposto a exigir novos benefícios. El-rei nao concordou com os desejos do filho, e este, furioso ao encontrar junto de seu pai o odiado bastardo Afonso Sanches, reclamou a convocação de Cortes, a que assistiria e com as quais contava para lhe aumentarem a dotação.
D. Dinis aceitou o recurso proposto pelo seu filho e deu ordens para que os três estados - Clero, Nobreza e Povo - se reunissem em Lisboa, no mês de Outubro desse ano de 1323. No entanto, essa convocação das Cortes de Lisboa, que deveria pronunciar-se sobre as exigências do príncipe herdeiro, teria como objecto assuntos de justiça, bem mais importantes para o monarca, o que decerto havia contribuído para a sua pronta aquiescência.
Só depois vieram à discussão os interesses pessoais do príncipe D. Afonso. Tal era o conhecimento das razões alegadas, que o filho de D. Dinis não teve coragem para ir defendê-las. Expostas pelo rei as circunstâncias em que eram formuladas as exigências do príncipe, as cortes recusaram deferi-las, e os representantes nacionais, num gesto de patriotismo, puseram à disposição de el-rei tudo quanto fosse necessário, incluindo vidas e haveres, para castigo dos que ousassem perturbar a ordem geral. Logo que soube do que se passava, D. Afonso partiu de Lisboa para Santarém, onde convocou todos os elementos que lhe eram afectos para marchar sobre a capital e assenhorear-se do trono.

## O confronto
Depois de numa última tentativa ter enviado emissários ao filho, a fim de impedir uma renovação de hostilidades, o monarca viu-se forçado a recorrer às armas. Auxiliado pelos filhos bastardos D. Afonso Sanches e João Afonso, reuniu as suas hostes e foi tomar posições no campo de Alvalade, hoje um bairro de Lisboa.

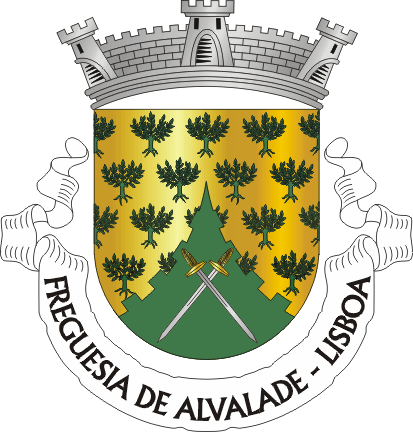
Brasão da freguesia de Alvalade

D. Afonso alojou-se no Paço do Lumiar. El-rei quis ainda apelar para uma conciliação, mas o seu emissário, D. Álvaro de Azevedo, foi mal recebido pelo príncipe. Perante a atitude corajosa do fidalgo, avançou sobre ele, de espada em punho. No entanto, graças à intervenção de outros fidalgos, a cena não teve consequências.
Sem mais demoras as hostes do príncipe puseram-se a caminho e, ao aproximarem-se das tropas reais, logo se travou luta por uma troca de setas e dardos. As lanças da cavalaria e os montantes, rijamente empunhados, esperavam apenas o sinal para entrarem em acção.
Uma interpretação romanceada do evento relata que de súbito, como que movidos por uma força invencível, lanças, montantes e pendões se abateram, de um e de outro lado, e toda a peonagem ajoelhou no terreno. Acontecera que, montada na sua pequena mula, surgira entre as duas facções prestes a digladiarem-se a figura veneranda e majestosa da rainha D. Isabel. Ninguém se atreveu a avançar, ninguém pensou sequer em embargar o passo da rainha. Todos se sentiam profundamente emocionados, e de muitos olhos corriam lágrimas.
Mãe dolorosa, esposa desolada, ídolo de plebeus e de nobres, a sua passagem erguia uma barreira luminosa entre as duas hostes. A Rainha Santa Isabel, tão querida de todos, acudira a tempo ao esposo amargurado e ao filho ambicioso, levando consigo a sua dor e a sua bondade, e a batalha não chegou a acontecer.